# Iracema Guimarães Vilela
Iracema Guimarães Vilela (Florença, 01 de novembro de 1875 — Rio de Janeiro, 08 de abril de 1941) foi uma escritora, cronista e teatróloga brasileira, assinava a maioria de suas publicações sob pseudônimo Abel Juruá.

## Biografia

### Vida Pessoal
Nascida em Florença, em 01 de novembro de 1875, era filha do poeta Luiz Guimarães Júnior (um dos fundadores da Academia Brasileira de Letras) e irmã do também poeta Luiz Guimarães Filho. Sua mãe, Cecília Canongia Guimarães morrera precocemente em 1882, aos 30 anos de idade. Após o falecimento da mãe, Iracema e seus irmãos foram entregues aos cuidados da avó em Portugal, onde a autora teria vivido parte da juventude.
De volta ao Brasil, Iracema, cujo nome foi escolhido como homenagem à célebre personagem de José de Alencar, continuou a conviver com escritores. Em sua biografia de Machado de Assis, Lúcia Miguel Pereira conta que a “escritora Abel Juruá” foi uma das últimas visitas que Machado recebeu, quando já não saía mais de casa.

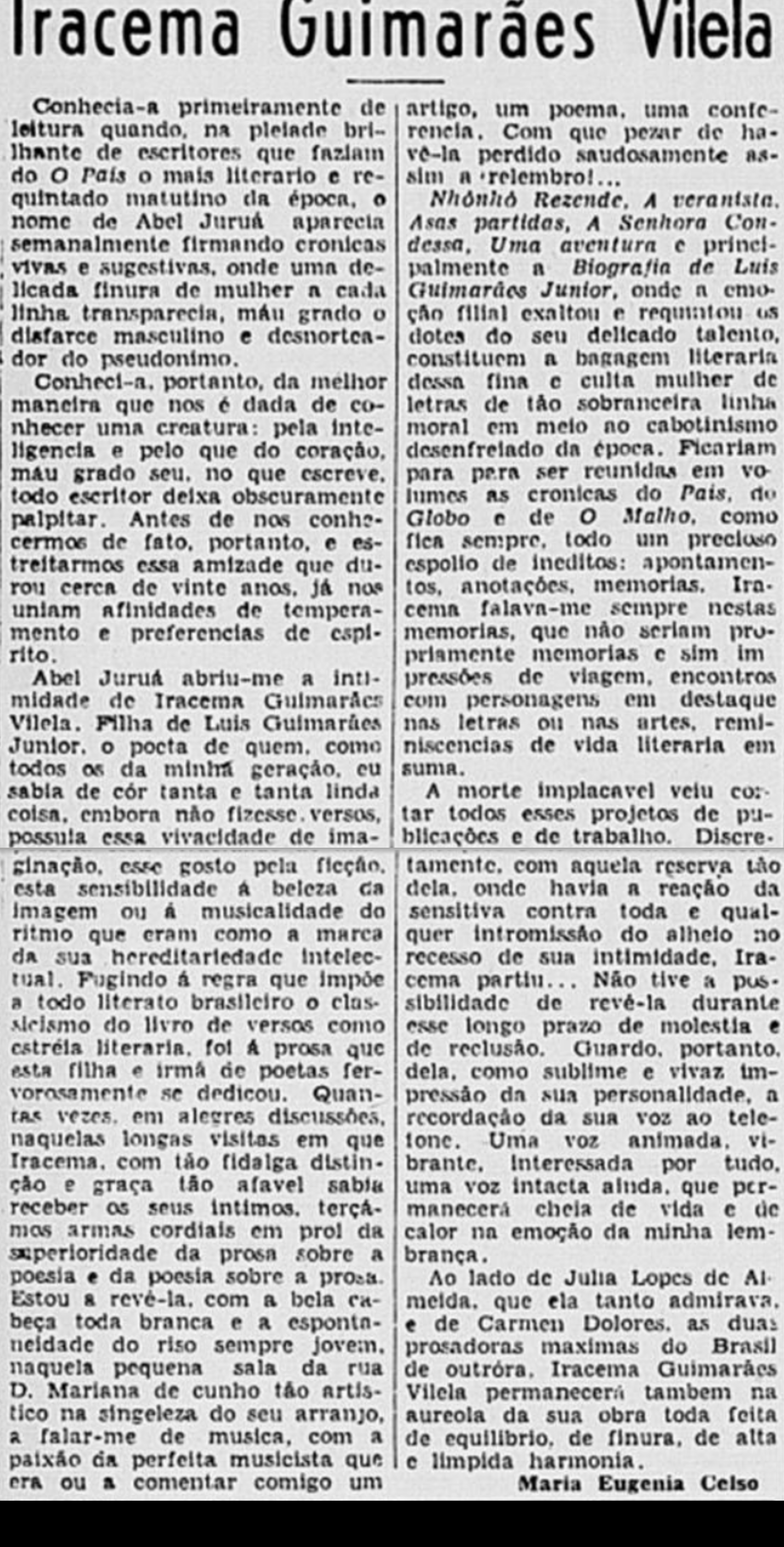
Obituário de Iracema Guimarães Vilela (Abel Juruá), publicado no Jornal do Brasil de 8 de abril de 1941.

Iracema casou-se com o engenheiro Gastão de Azevedo Vilela, em 26 de junho de 1901.
Iracema faleceu em 08 de abril de 1941, na cidade do Rio de Janeiro, como consta em Obituário publicado no Jornal do Brasil.

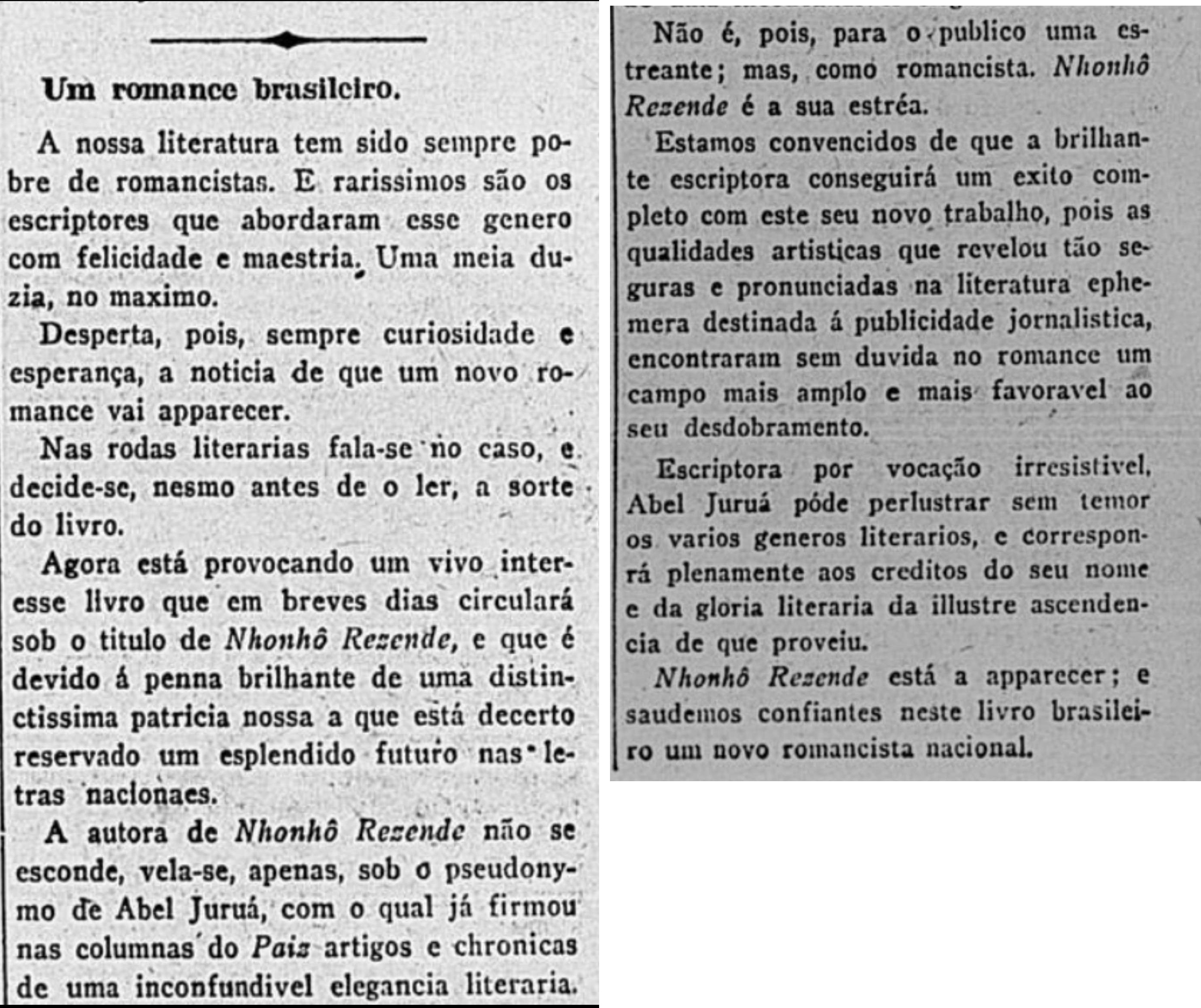
Notícia de lançamento de Nhonhô Rezende, de Iracema Guimarães Vilela (Abel Juruá), publicada no jornal O Paiz, em 11 de setembro de 1918.

### Carreira
Sua obra é vasta e compreende romances, novelas, contos, crônicas e teatro, a maioria assinada sob pseudônimo Abel Juruá. Iracema colaborou, ainda, com diversos periódicos de seu tempo, tais como O Paiz, O Globo, O Malho, Correio da Manhã, Fon Fon, Revista da Semana. 

## Obras publicadas
- Nhonhô Rezende (1918, romance)
- Uma aventura (1925, romance)
- A veranista (folhetim fev-mar 1920 no Jornal O Paiz; publicado em livro em 1921, novela)
- A hora do chá (estreia 1926; livro 1933, teatro)
- Asas partidas (1928, romance)
- Luiz Guimarães Júnior (1943, biografia)
- A senhora condessa (1939, romance)

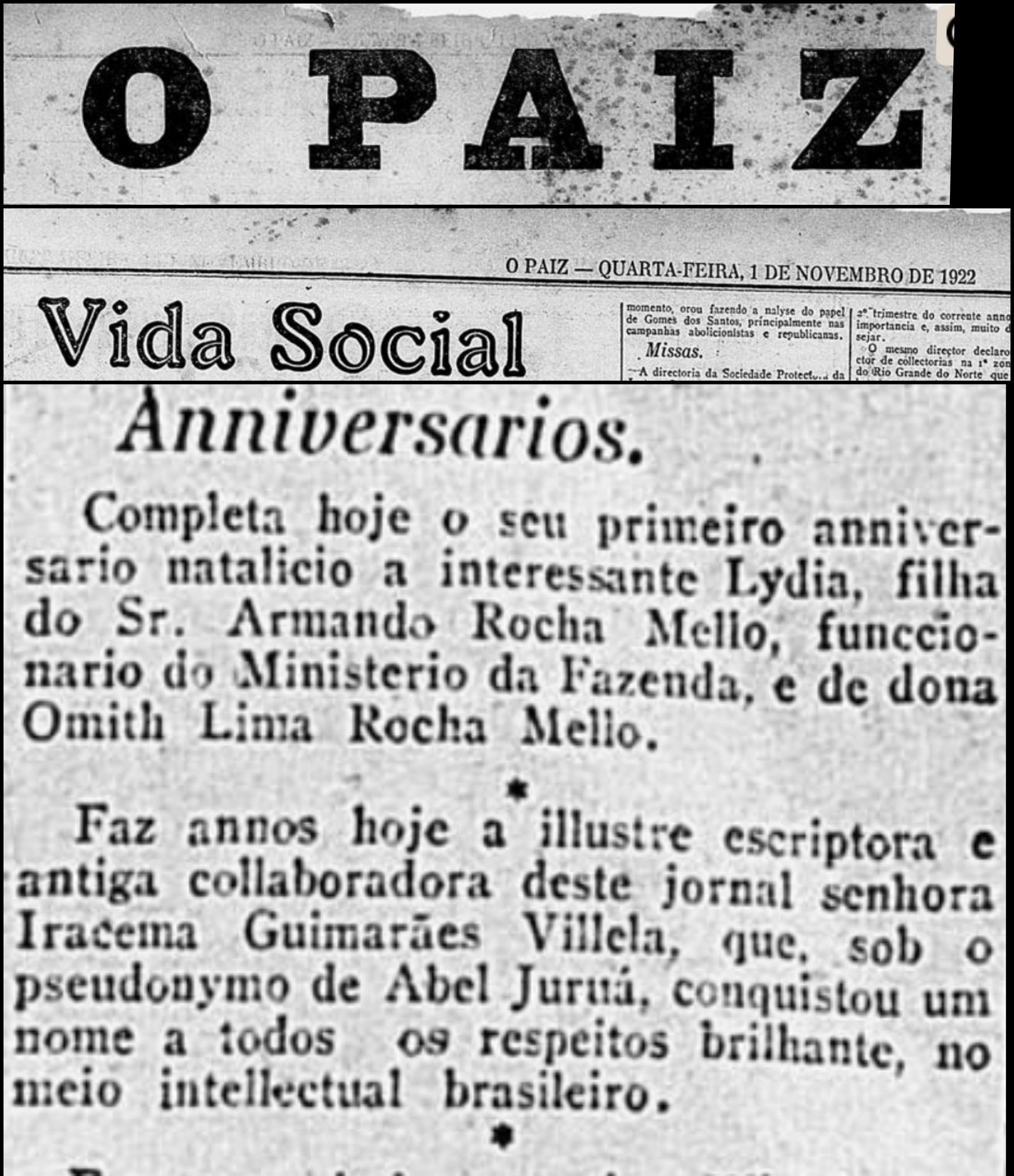
Nota de Aniversário de Iracema Guimarães Vilela (Abel Juruá) no Jornal O Paiz.